# 小林市立小林小学校
小林市立小林小学校（こばやししりつ こばやししょうがっこう）は、宮崎県小林市細野にある公立小学校。

## 概要
歴史
1872年（明治5年）8月の学制により設置が認可され、同年10月に開校した「小林郷学」を起源とする。現校名となったのは1950年（昭和25年）。2017年（平成29年）に創立145周年を迎えた。
校歌
1955年（昭和30年）に制定。作詞は長嶺宏、作曲は石田良男による（両者ともに当時の宮崎大学の教員）。
校区
「西町一区、西町二区、西町三区、緑町区、仲町区、種子田区、坂元区、上町区、上町北区、上町東区(並松添、西の原南を除く)、上町西区、上町中区、南真方区、南真方東区、南真方西区、真方一区、真方二区(梅田、西梅田、石あみだ、年神、中間、長者、山宮、上二原、川原田)、真方三区(堂山、上堂山、南堂山、萩谷、下萩谷、南堂山、中山宮、松ノ元)」。中学校区は小林市立小林中学校。

## 沿革
前史
- 1868年（明治元年）頃 - 「学問所」が開設され、小林郷の有志および武士の子弟への教育が行われる。
  - 後に「文行堂」に改称。

本史
- 1872年（明治5年）
  - 8月 - 学制により、「小林郷学」（小学校）の設置が認可される。
  - 10月28日 - 旧地頭仮屋（円岳寺跡）に開校。生徒数52名でのスタート。
- 1876年（明治9年）11月 - 真方（浄信寺の位置）に校舎を新築。
- 1878年（明治11年）- 西南戦争により、約1年間の休校を余儀なくされる。校舎は銃器製造所として使用された。
- 1880年（明治13年）4月 - 細野小学校を統合の上、大字・細野に校舎を新築し、移転を完了。 真方には「小林北小学校」を設置。
- 1882年（明治15年）- 十日町分教場を設置。
- 1883年（明治16年）- 小林郷学と小林北小学校を統合の上、「小林小学校」とし、大字・細野184-1（現在地）に移転。
- 1885年（明治18年）3月 - 十日町分教場が水落に移転。
- 1886年（明治19年）- 小学校令により「尋常小林小学校」に改称。十日町分教場が簡易小学校（小林市立細野小学校）として独立。
  - 後に「小林尋常小学校」に改称。
- 1892年（明治25年）- 高等科を併置の上、「小林尋常高等小学校」に改称。
- 1898年（明治31年）12月 - 木浦木分教場を設置。
- 1907年（明治40年）6月 - 小林女子尋常高等小学校が設置されたため、女児を分離。これにより、男女別学が実施される。
- 1908年（明治41年）4月 - 木浦木分教場が分離の上、木浦木尋常高等小学校として独立。
- 1916年（大正5年）4月 - 小林女子尋常高等小学校に補修科が設置される（宮崎県立小林高等女学校の起源[2]）。
- 1922年（大正11年）3月 - 小林女子尋常高等小学校を統合し、男女共学を再開。木浦木尋常高等小学校を統合し、再び木浦木分教場とする。
- 1941年（昭和16年）4月 - 国民学校令の施行により、「小林町小林国民学校」に改称。尋常科を初等科に改める。
- 1946年（昭和21年）9月 - 赤松分校を設置。
- 1947年（昭和22年）4月 - 学制改革により、小林町小林国民学校の初等科は「小林町立小林小学校」に、高等科は新制中学校「小林町立小林中学校」に改組される。小林中学校は、小林小学校に併置。
- 1949年（昭和24年）3月 - 小林町立小林小学校を第一から第四までの4校に分離。
  - 「小林町立第一小学校」
  - 「小林町立第二小学校」- 旧・宮崎県立小林高等女学校跡地（現・小林市立南小学校校地）
  - 「小林町立第三小学校」- 緑ヶ丘（現・小林市立小林中学校校地）
  - 「小林町立第四小学校」- 現・宮崎県小林総合庁舎
- 1950年（昭和25年）
  - 4月1日 - 小林市の発足（小林町の市制施行）により、「小林市立第一小学校」に改称。
  - 8月6日 - 小林市立第四小学校を統合し、「小林市立小林小学校」（現校名）に改称。
- 1952年（昭和27年）- 小林市立第三小学校を統合（この後、第三小学校跡地には小林中学校が移転）。
- 1954年（昭和29年）9月 - 校章・校帽・バッチを小林尋常高等小学校時代のものに戻す。
- 1955年（昭和30年）3月 - 校歌を制定。
- 1965年（昭和40年）4月 - 木浦木分校が小林市立木浦木小学校として独立。
- 1967年（昭和42年）3月 - 赤松分校を廃止。
- 1972年（昭和47年）12月 - 創立100周年記念式典を挙行。
- 1976年（昭和51年）
  - 3月 - 屋内運動場（体育館）が完成。
  - 4月 - 小林市立木浦木小学校を統合。
- 1989年（平成元年）10月 - 小林小音頭が完成。
- 1990年（平成2年）12月 - 学校の花をキンモクセイに、学校の木をクスノキに決定。
- 1991年（平成3年）6月 - 小林市出身で文部政務次官の中山成彬が視察のため来校。
- 1993年（平成5年）11月 - 第1回小林小祭りを開催。
- 2005年（平成17年）4月1日 - 2学期制を導入。
- 2006年（平成18年）1月 - 北校舎が完成。
- 2007年（平成19年）1月 - 南校舎が完成。
- 2012年（平成24年）10月 - 新燃岳噴火対策として、各教室に空調設備を設置。

## アクセス
最寄りの鉄道駅
- JR九州 吉都線「小林駅」

最寄りのバス停
- 宮崎交通 「本町」停留所

最寄りの幹線道路
- 国道265号
- 国道268号

## 周辺
- 小林市役所
- 宮崎県立小林高等学校
- 小林郵便局